# District de Sandakan
Le district de Sandakan (malais : Daerah Sandakan) est un district administratif de l'État malaisien de Sabah, qui fait partie de la Division de Sandakan. La capitale du district est dans la ville de Sandakan.

### Liens connexes
- Districts de Malaisie